# Crystal Falls
Crystal Falls é uma cidade localizada no estado americano de Michigan, no Condado de Iron.

## Demografia
Segundo o censo americano de 2000, a sua população era de 1791 habitantes.
Em 2006, foi estimada uma população de 1655, um decréscimo de 136 (-7.6%).

## Geografia
De acordo com o United States Census Bureau tem uma área de 9,2 km², dos quais 8,7 km² cobertos por terra e 0,5 km² cobertos por água. Crystal Falls localiza-se a aproximadamente 450 m acima do nível do mar.

## Localidades na vizinhança
O diagrama seguinte representa as localidades num raio de 24 km ao redor de Crystal Falls.